# Tōyō Bunko

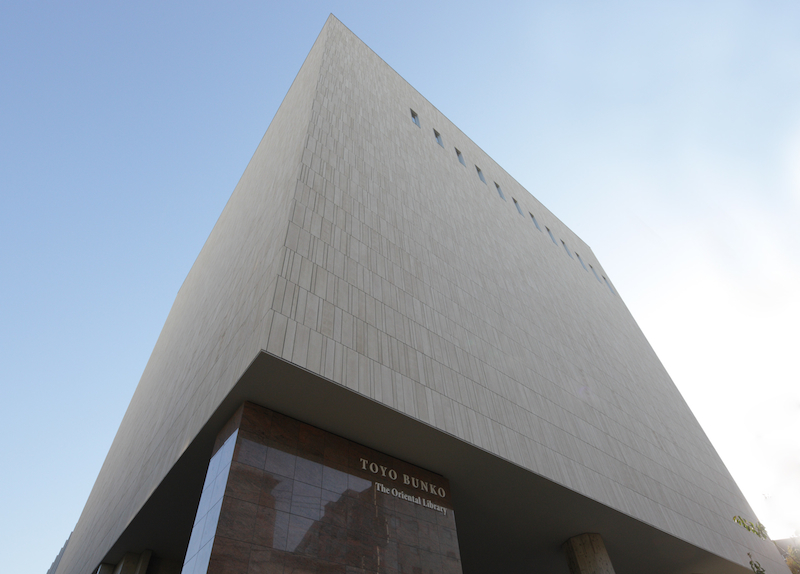
Tōyō Bunko (2011)

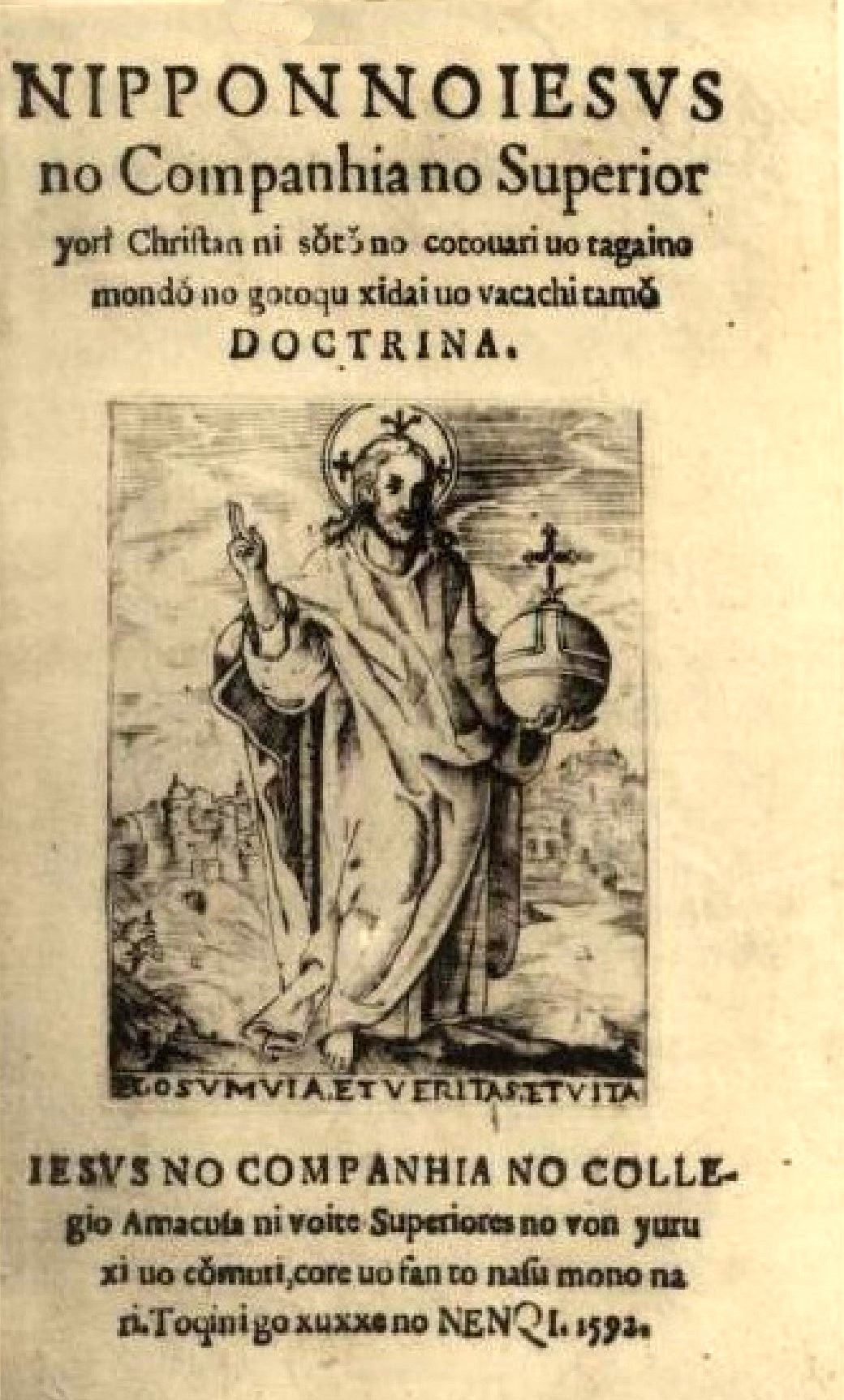
Titelblatt "Nippon no Iesus"

Die Tōyō Bunko (japanisch 東洋文庫; eigene, romanisierte Schreibweise The Toyo Bunko) in Tōkyōs Stadtbezirk Bunkyō ist Japans größte Bibliothek für Asienwissenschaften in Japan und eine der fünf größten dieser Art weltweit.

## Übersicht
Iwasaki Hisaya (1865–1955), Sohn des Firmengründers Iwasaki Yatarō und nach seinem Onkel dritter Präsident der Mitsubishi-Unternehmensgruppe, hatte an der Keiō-Universität und an der Universität Pennsylvania studiert. 1901 erwarb er die etwa 1000 Bände umfassende des Indologen Max Müller und stiftete sie der Bibliothek der Universität Tokio.
Im Jahr 1917 erwarb Iwasaki die Privatbibliothek von George Ernest Morrison (1862–1920). Morrison, von Hause aus Arzt, hatte als Korrespondent für die London Times in China gearbeitet und dort eine Bibliothek mit Literatur über Ostasien zusammengestellt, die er der Öffentlichkeit zugänglich machte. Die Morrison-Sammlung war ziemlich vollständig, was China anging, es fehlte aber Literatur über das weitere Ostasien. Iwasaki begann den fehlenden Teil zu ergänzen, erwarb auch Fachliteratur aus Europa und Werke im alten Chinesisch (Kambun).
1924 überführte Iwasaki seine Sammlung in eine Stiftung, ließ ein eigenes Gebäude errichten und ermöglichte so in Japan ein intensiveres Studium Ostasiens. Nach dem Zweiten Weltkrieg kam es zu finanziellen Schwierigkeiten. Schließlich kam 1948 die Bibliothek als Zweigbibliothek unter die Nationale Parlamentsbibliothek. 1961 wurde der Bibliothek auf Wunsch der UNESCO ein Ostasiatisches Forschungszentrum angegliedert. In ihrem digitalen Archiv für seltene Bücher sind viele seltene Werke westlicher Entdecker bequem zugänglich.
Seit 2009 ist der Bunko wieder eine selbstständige Einrichtung. Sie konnte 2011 ein neues Gebäude beziehen, dem auch ein "Museum" angeschlossen ist, das die Bestände einer breiteren Öffentlichkeit vorstellt. Neben den üblichen Funktionen einer Spezialbibliothek veranstaltet der Bunko regelmäßig Vorträge und ist publizistisch aktiv.

## Bestand
Der Bestand betrug im Jahr 1978 700.000 Bände in westlichen Sprachen, 4000 Werke in chinesischer Sprache. Dazu kommen Werke in allen asiatischen Sprachen.
Unter den Beständen in japanischer Sprache befindet sich eine Auszug aus dem Nihonshoki (Nationalschatz), ein Exemplar der Missionsschrift "NIPPON NO IESUS" (1592), der Reisebericht des John Saris u. a.

## Publikationen
- Tōyō Bunko rongyo
- Tōyō Bunko Obun rongo
- Tōyō Bunko Wabun kiyo
- Tōyō Bunko Obun kiyo bessuri
- Tōyō Bunko kakurui kenkyu iikai kankobutsu
- Tōyō Bunko ronkan
- Tōyō Bunko-fuchi UNESCO Toyo Ajia bunka kenku-senta kankobutsu
- Tōyō Bunko sho-mokuroku
- Sonota kankobutsu